# Euryomyrtus denticulata
Euryomyrtus denticulata är en myrtenväxtart som först beskrevs av Joseph Henry Maiden och Ernst Betche, och fick sitt nu gällande namn av Malcolm Eric Trudgen. Euryomyrtus denticulata ingår i släktet Euryomyrtus och familjen myrtenväxter. Inga underarter finns listade i Catalogue of Life.